# Leon Abbey

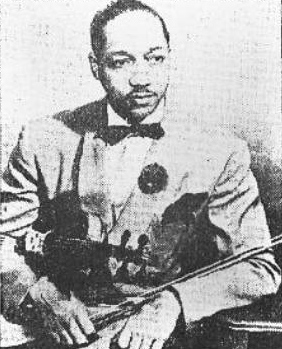
Leon Abbey

Leon Abbey (Minneapolis, 7 mei 1900 - Chicago, 15 september, 1975) was een Amerikaanse jazz-violist en bandleider.
Abbey speelde in de eerste helft van de jaren twintig in het orkest van J. Rosamund Johnson (1920-1925). In 1925 begeleidde hij blueszangeres Clara Smith bij plaatopnames. Met zijn groep de Charleston Bearcats speelde hij lange tijd in het net geopende Savoy Ballroom in New York, de groep werkte hier onder de naam de Savoy Bearcats. Met deze band maakte hij opnames voor Victor (1926). Na deze tijd in de Savoy vertrok hij in 1927 naar Buenos Aires, waar hij een jaar gevestigd was. Hierna speelde hij met een nieuwe band enkele jaren in Europa, waaronder in Nederland. In 1936 speelde hij met onder meer Rudy Jackson, Castor McCord en Emile Christian enige tijd in India: de groep was de eerste band die in Bombay swing speelde. Ook toerde hij met zijn groep in Noorwegen en Zweden.
Toen de Tweede Wereldoorlog was uitgebroken, keerde Abbey terug naar Amerika, waar hij muzikaal leider van de groep van Ethel Waters werd. In 1941 begon hij in New York een trio. In de vroege jaren vijftig speelde hij elektrische viool. Dat decennium begon hij tevens een nachtclub in Chicago, maar Abbey bleef actief in de muziek tot in de jaren zestig.